# Refinería El Palito
La refinería El Palito es uno de los complejos para la refinación del petróleo de mayor envergadura en Venezuela. Está ubicada en el municipio Puerto Cabello, cercana a la población de El Palito, en las costas del Estado Carabobo, en Venezuela. Actualmente tiene una capacidad de procesamiento máxima de 140.000 barriles diarios de crudo. Este complejo, controlado por la empresa Petróleos de Venezuela (PDVSA), suministraba combustible y derivados al centro occidente del país a través de un sistema de poliductos que surten a las plantas de distribución "El Palito", "Yagua" y "Barquisimeto". Desde 2017 se encuentra su producción semi paralizada debido a un fuerte incendio.
El Palito fue el primer complejo refinador en Venezuela con autogestión eléctrica e interconexión sincrónica con el Sistema Eléctrico Nacional. Asimismo, es donde se inició por primera vez la producción de gasolina sin plomo y oxigenada y donde por primera vez se incorporó el Reformado catalítico y se instalaron tanto la planta de benceno, tolueno y orto-xileno (BTX) como el precipitador electrostático.

## Historia
Comenzó a ser construida en 1954 por la Socony-Vacuum Oil (hoy en día ExxonMobil) iniciando sus operaciones el 23 de junio de 1960 con una capacidad de refinación de 55.000 barriles diarios. Al extinguirse el régimen de concesiones en virtud de la ley de Nacionalización petrolera, la Refinería El Palito pasó a ser controlada por la nueva operadora Llanoven (filial de PDVSA) a partir del 1 de enero de 1976. Conforme avanza un proceso de racionalización de la industria petrolera venezolana, en 1977 PDVSA realiza programas para el cambio en el patrón de refinación y de esta manera optimizar su circuito de refinerías en Venezuela.
En noviembre de 1978, Llanoven y todos sus activos -junto con los pertenecientes a la Corporación Venezolana del Petróleo (CVP)- pasan a constituirse en la nueva operadora Corpoven. Esta nueva empresa continuará operando la refinería El Palito hasta 1997. A finales de 1981 se concluyó el proyecto de cambio del patrón de refinación, permitiendo desde entonces el procesamiento de una mayor proporción de petróleos crudos pesados, disminuyendo el volumen de los productos residuales para así obtener más gasolinas y destilados livianos.

## Actualidad
Desde enero de 1998, la Refinería El Palito era controlada directamente por PDVSA luego del cese de actividades de la operadora Corpoven. Fue la primera refinería venezolana en producir gasolina sin plomo y la primera que dejó de producir gasolina con plomo en agosto de 2005. De acuerdo con el plan de refinación 2006-2012 presentado por PDVSA, se espera que para 2009 pueda refinar 70.000 barriles de crudo pesado además de una unidad de conversión profunda para eliminar metales y azufre. El Palito ha estado cerrado desde que un incendio de 2017 dañó  la unidad de craqueo catalítico (FCC) de 61 mil b/d. Los intentos frecuentes durante el año 2018 para reiniciar varias unidades derribadas no tuvieron éxito y el esfuerzo se abandonó cuando Pdvsa centró sus recursos descendentes en disminución para mantener en funcionamiento el Complejo Refinador de Paraguaná.
El 8 de junio de 2020 la refinería reinició su producción de 35,000 B/d pero a los pocos días se paralizó por falla del compresor húmedo de la planta, el 29 de junio volvió a reiniciar con una producción de 4,000 B/d, a pocos días se paralizó, el 2 de agosto reiniciaron con una producción de 10,000 B/d así sucesivamente se ha reiniciado hasta en trece oportunidades la producción paralizada.
Las fallas de la refinería inician a partir del crudo de Irán y su adaptación
Un informe de enero de 2015 detalló que si por un momento el gobierno decidiera la importación de crudo persa. ¿Por qué semejante decisión hubiera sido una absolutamente equivocada (y por eso mismo jamás se realizó)? Porque el petróleo de Irán, de acuerdo a su composición de azufre (1,3% o superior), es un crudo semi-dulce, antes de ser adquirido por nuestro país debe necesariamente ser procesados en origen. De lo contrario no podría ser utilizado por nuestro parque refinador. El crudo iraní sería más costoso y hasta podría llegar a ser más caro que un Bonny Light de Nigeria, el petróleo que nuestro país decida importar antes debe cumplir siempre con especificaciones de calidad locales. 
Esto mismo se puede replicar para el caso de crudos pesados y al mismo tiempo agrios, como el Bachaquero de Venezuela (17° API y 2,4% contenido de azufre), o incluso livianos pero casi agrios como el "tía Juana light" venezolano (31,9° API y 1,18% contenido de azufre)
El 24 de mayo de 2020 llegó el primer buque de Irán y se descargaron en Puerto Cabello. El primer buque que atracó en El Palito fue Fortune el 25 de mayo, cargado con aproximadamente 300 mil barriles. Luego el 28 de mayo, arribó Petunia con alrededor de 312 mil barriles. Clavel fue el último en llegar con 358 mil barriles. (las consecuencias se vieron entre 2021 y 2023)
Para agosto de 2020, 25 mil barriles de petróleo se derramaron hacia el golfo Triste por desperfectos del enfriador de los sistemas de intercambiadores de calor que utilizan agua de mar para bajar la presión. En un intento de duplicar la producción de 20 mil a 40 mil bpd en las unidades de craqueo catalítico de 61 500 bpd y la torre de destilación de 87 500 bpd, se desarrollaron «fugas múltiples». La refinería llevaba varias semanas sin poder producir gasolina. Expertos sostienen que es la décima paralización de la refinería en tres meses. El derrame alcanzó la costa oriental del estado Falcón y el Parque nacional Morrocoy.
Las dos últimas paralizaciones ocurrieron el 4 de noviembre, dos días antes habían anunciado su reinicio y el 10 de noviembre, se volvió a paralizar a causa de unas fallas eléctricas en el sector El 21 de noviembre, una nueva falla de corte de luz proveniente de la falla de suministro de la Planta Termoeléctrica Planta Centro  paralizó la producción de gasolina de quien depende por tener dañada desde hace tiempo la planta eléctrica interna.
Otro problema ocurre con la presión que ejerce el gobierno contra los empleados a quienes son sometidos a realizar trabajos sin tomar en cuenta las medidas de seguridad industrial con la intención de reiniciar la producción, al extremo que han sido detenidos cuando se han negados y acusados de sabotaje por impedir la normalización de la producción El lunes 30 de noviembre explotó una válvula y paro la producción  el 2 de diciembre fue removido del cargo varios gerentes (gerencia general, operaciones y gerencia técnica).
El 30 de enero de 2021, decidieron paralizar la Refinería El Palito para darle un buen mantenimiento hasta finales de abril debido a la gran cantidad de fallas de manera irregular en al menos 19 ocasiones continuas siendo la planta de fraccionamiento de craqueo catalítico (FCC), esencial en el proceso de refinación, la que requiere mayor atención, la refinería ya tenía un mes paralizada. En octubre inició su operatividad con una producción promedio de unos 30,000 barriles diarios de refinación.  El 13 de noviembre se registró un incendio en la refinería en laguna de oxidación que podía ser observado a kilómetros la contaminación del ambiente por el humo provocado por el incendio.
El 10 de mayo de 2022, después de meses en mantenimiento reactivan la Refinería El Palito que produce unos 70.000 barriles diarios. El 14 de mayo de 2022 Irán y Venezuela firman contrato para ceder la administración y mejorar la infraestructura de la Refinería El Palito por un valor de 110 millones de dólares. Desde el convenio en mayo varios cientos de trabajadores han sido despedidos de la refinería el Palito según afirman los sindicatos de trabajadores. El petróleo de Irán ha traído problemas en la adaptación en refinería debido a la acidez del crudo y la falta de mantenimiento por la corrosión no controlada, otra característica es que el crudo de Irán es más ligero de un grado 28° API mientras el crudo Merey es de grado 16.2° API.
El 11 de mayo de 2023 una falla eléctrica provoca la paralización de la refinería El Palito. La unidad, que había estado procesando unos 80.000 barriles por día (bpd) de crudo, está fuera de servicio desde el martes, durante unos 10 días. La refinería El Palito reinicio una unidad de destilación de petróleo el 17 de mayo, por otra parte, se destacó que todavía no han logrado reactivar la unidad de craqueo catalítico (FCC), la cual sirve para producir gasolina. El 10 de junio se reactiva parcialmente la unidad de craqueo catalítico sus operaciones luego de encontrarse parada un año. El 22 de junio un informe más exacto del director ejecutivo de la empresa NIOEC que se ha encargado de realizar los trabajos de reparación, Farhad Ahmadi, aseguró que en dos meses se reactivará completamente la refinería, «Pero todavía hay trabajo en curso en otras unidades, incluida la columna de destilación y la unidad de destilación al vacío (VDU)», agregó. Está confirmado que la falla se originó a las diferencias de propiedades del petróleo traído de Irán, importado durante el año 2022 para tratar de solucionar la escasez de combustible en el país. 
Por otro lado el ministro de Petróleo de Irán, Javad Owji, acotó en esa oportunidad que su país planeaba mandar hasta 100.000 barriles diarios de su petróleo a la refinería.
«Después de un año y medio, la refinería logró recuperar el funcionamiento de la planta catalítica». La refinería El Palito está produciendo alrededor de 24.000 barriles diarios de combustible, lo que en realidad solo permite cubrir 24% de la demanda de gasolina del país, no ha logrado hasta el momento llegar a su capacidad normal de refinación, que tiene de procesar 140.000 barriles de petróleo diarios.
derrame petrolero
Durante el mes de agosto de 2024 ocurre un derrame de petróleo originado en la refinería El Palito, ubicada en el estado Carabobo, se ha extendido por 45 kilómetros de la costa venezolana. El biólogo Eduardo Klein manifestó que el derrame de crudo ocurrió el pasado 13 de agosto de 2024, tras la rotura de una tubería que alimenta de gas oil a una central eléctrica.

## Producción
La planta de refinación tiene una capacidad máxima de producción de unos 146,000 Barriles/diario pero su producción llegó a 60,000 barriles y en 2014 se tuvo hasta 24,000 bd de producción. así como la producción de gas por medio de la planta de Fraccionamiento de Craqueo Catalítico.
- Destilados 38%
- Fuel Oil 31%
- Gasolina 28%
- Otros 2%